# Benguellia
Benguellia és un gènere amb només una espècie d'angiospermes que pertany a la família de les lamiàcies.

## Distribució
Aquest gènere és un endemisme d'Angola.

## Taxonomia
- Benguellia lanceolata (Gürke) G.Taylor, 1931.

## Fuente
- J. Bot. 69 (Suppl.): 156.. 1931.[3]